# Koa Misi
Nawa'akoa Lisiate Foti Analeseanoa Misi (Santa Rosa, 17 gennaio 1987) è un giocatore di football americano statunitense che gioca nel ruolo di linebacker per i Miami Dolphins della National Football League (NFL). Fu scelto nel corso del secondo giro (40º assoluto) del Draft NFL 2010 dai Dolphins. Al college ha giocato a football all'Università dello Utah.

## Carriera professionistica

### Miami Dolphins
Misi fu scelto dai Miami Dolphins nel corso del secondo giro del Draft 2010. Il 19 settembre, nella sua seconda gara da professionista, Misi recuperò un fumble di Brett Favre e lo ritornò in touchdown consentendo ai Dolphins di portarsi in vantaggio 14-0 e alla fine di vincere la partita. La sua stagione da rookie si concluse disputando tutte le 16 partite (11 come titolare), mettendo a segno 41 tackle e 4,5 sack. Nel 2011 fece registrare 34 tackle e 1 sack in 12 presenze (9 come titolare).
Nella settimana 1 della stagione 2012, Misi mise a segno un massimo stagionale di 11 tackle contro gli Houston Texans. Nella settimana 4 contro gli Arizona Cardinals terminò la gara con 5 tackle, 1,5 sack e forzò il primo fumble in carriera. La sua stagione terminò col nuovo primato in carriera di tackle (65), oltre a 3,5 sack in 14 presenze, tutte come titolare.

## Palmarès
- PFWA All-Rookie Team - 2010

## Statistiche
| Partite totali      | 57   |
| Partite da titolare | 46   |
| Tackle              | 194  |
| Sack                | 11,0 |
| Intercetti          | 0    |
| Fumble forzati      | 2    |

Statistiche aggiornate alla stagione 2013